# McKaskle Hills
Die McKaskle Hills sind eine Gruppe verhältnismäßig niedriger und felsiger Hügel an der Ingrid-Christensen-Küste des ostantarktischen Prinzessin-Elisabeth-Lands. Am östlichen Rand des Amery-Schelfeises ragen sie zwischen dem Rogers-Gletscher und den Mistichelli Hills auf.
Der US-amerikanische Geograph John Hobbie Roscoe (1919–2007) kartierte sie 1952 anhand von Luftaufnahmen der Operation Highjump (1946–1947). Er benannte sie nach Harvey Alonzo McKaskle (1921–1998), der während der Operation Highjump an den Erkundungsflügen zur Erstellung der Luftaufnahmen zwischen 14° und 164° östlicher Länge beteiligt war.